# Declaración sobre la protección de todas las personas contra la tortura y otros tratos o penas crueles, inhumanos o degradantes
La Declaración sobre la protección de todas las personas contra la tortura y otros tratos o penas crueles, inhumanos o degradantes fue aprobada por la Asamblea General de las Naciones Unidas el 9 de diciembre de 1975 (Resolución 3452 XXX), y su finalidad fue desarrollar el artículo 5 de la Declaración Universal de los Derechos Humanos de 1948 sobre la tortura: Nadie será sometido a tortura o a tratamientos o castigos crueles, inhumanos o degradantes. Su antecedente más inmediato fue el artículo 7 del Pacto Internacional de Derechos Civiles y Políticos aprobado por la Asamblea General de las Naciones Unidas —Resolución 2200 A (XXI)— el 16 de diciembre de 1966, y que entró en vigor el 25 de marzo de 1976: Nadie será sometido a tortura o a trato o castigo cruel, inhumano o degradante. En particular, nadie será sometido sin su libre consentimiento a experimentación médica o científica.

## Contenido
La Declaración se basó en el supuesto de que el reconocimiento de la dignidad intrínseca y los derechos iguales e inalienables de todos los miembros de la familia humana es el fundamento de la libertad, la justicia y la paz en el mundo.
La Declaración aparece como anexo de la Resolución 3452 (XXX) y en su artículo 1.1. se define la tortura de la siguiente forma:

A los efectos de la presente Declaración, se entenderá por tortura todo acto por el cual un funcionario público, u otra persona a instigación suya, inflija intencionalmente a una persona penas o sufrimientos graves, ya sean físicos o mentales, con el fin de obtener de ella o de un tercero información o una confesión, de castigarla por un acto que haya cometido o se sospeche que ha cometido, o de intimidar a esa persona o a otras. No se considerarán tortura 
las penas o sufrimientos que sean consecuencia únicamente de la privación legítima de la libertad, o sean inherentes o incidentales a ésta, en la medida en que estén en consonancia con las Reglas Mínimas para el Tratamiento de los Reclusos.

A continuación se proclama en el apartado 2 que la tortura constituye una forma agravada y deliberada de trato o pena cruel, inhumano o degradante, lo que es ampliado en el artículo 2 al afirmar que la tortura constituye una ofensa a la dignidad humana y [todo acto de tortura] será condenado como violación de los propósitos de la Carta de las Naciones Unidas y de los derechos humanos y libertades fundamentales proclamados en la Declaración Universal de Derechos Humanos.
El artículo 3 niega a los estados el derecho a alegar circunstancias excepcionales, tales como estado de guerra o amenaza de guerra, inestabilidad política interna o cualquier otra emergencia pública, como justificación de la tortura u otros tratos o penas crueles, inhumanos o degradantes. El artículo 4 exige a los estados tomar medidas efectivas para impedir que se practiquen dentro de su jurisdicción torturas u otros tratos o penas crueles, inhumanos o degradantes. En el artículo 5 se especifica que los estados deben preparar a su policía y a sus funcionarios de prisiones para que no practiquen ni permitan la tortura. En el artículo 6 se exige que todos los estados revisen periódicamente los métodos de interrogatorio y las disposiciones para la custodia y trato de las personas privadas de su libertad en su territorio. En el artículo 7 se exige asimismo que los actos de tortura definidos en el artículo 1 figuren como delitos en sus códigos penales.
En el artículo 8 se insta a los estados a que atiendan imparcialmente las denuncias presentadas por las personas que afirmen haber sido víctimas de torturas; en el artículo 9 a que las investiguen con presteza; y en el artículo 10 a que juzguen a los funcionarios si la investigación llegara a la conclusión de que se había cometido un acto de tortura. En el artículo 11 se reconoce el derecho de las víctimas a la reparación e indemnización, de conformidad con la legislación nacional. Por último, el artículo 12 niega el carácter de prueba a cualquier declaración que se demuestre que ha sido hecha como resultado de tortura u otros tratos o penas crueles, inhumanos o degradantes, ni contra la persona involucrada ni contra ninguna otra persona en ningún procedimiento.